# Verein Rieser Kulturtage
Der Verein Rieser Kulturtage e. V. ist ein gemeinnütziger Verein mit Sitz in Nördlingen, Landkreis Donau-Ries in Bayern.

## Geschichte
Der Verein wurde 1975 auf Anregung des damaligen bayerischen Wirtschaftsministers Anton Jaumann gegründet. Im bayerisch-württembergischen Grenzraum sollten damit die kulturellen Aktivitäten verstärkt werden. Heute wird der Verein von unzähligen Akteuren in seinem Wirkungskreis mitgetragen und unterstützt. 

## Aufgabe
Das Nördlinger Ries zählt zu den am besten erhaltenen großen Impaktkratern der Erde. Es liegt zum größten Teil in dem schwäbischen Landkreis Donau-Ries in Bayern, ein geringer Anteil entfällt auf den mittelfränkischen Landkreis Weißenburg-Gunzenhausen, ebenfalls in Bayern, und ein kleiner Anteil befindet sich im baden-württembergischen Ostalbkreis.
Der Verein hat sich zur Aufgabe gemacht, die Identität des Rieses in Archäologie, Geschichte, Kultur, Kunst, Musik, Volkskunde, Natur- und Denkmalschutz, Gegenwart und Zukunft zu neuem Selbstbewusstsein zu führen. Der Hauptteil der Kosten wird nach eigenen Angaben durch Mitgliedsbeiträge, Sponsorengelder und eigene Einnahmen des Vereins gedeckt. Die Zuwendung durch öffentliche Mittel spielt nur eine untergeordnete Rolle bei der Finanzierung.

## Rieser Kulturtage
Die Rieser Kulturtage werden seit 1975 in zweijährigem Rhythmus angeboten. Ziel war und ist es, die eigene Heimat besser kennenzulernen und die Menschen zusammenzuführen. Mehr als 2000 Einzelveranstaltungen (Konzerte, Vorträge, Ausstellungen, Exkursionen, Aktionen etc.) fanden bis 2023 statt. Um die 100.000 Besucher wurden jeweils gezählt.
Die Ministerpräsidenten Bayerns und Baden-Württembergs übernehmen traditionell die Schirmherrschaft über die Rieser Kulturtage.
Der Verein gibt jeweils im Anschluss an die Kulturtage einen Dokumentationsband heraus, außerdem verlegt er weitere historische und kulturelle Publikationen für seinen Wirkungskreis.

## Kulturpreis
Seit 1983 verleiht der Verein – in der Regel im zweijährigen Turnus – den Rieser Kulturpreis.

## Aktivitäten
Nach Angaben des Vereins wurden viele bleibende Einrichtungen durch den Verein und die Kulturtage angeregt, beispielsweise das Rieskrater-Museum in Nördlingen, der „Freundeskreis Synagoge Hainsfarth“ oder die „Internationale Rosetti-Gesellschaft“. Außerdem wurden Erlebnispfade von den Rieser Kulturtagen geschaffen oder angeregt: Dazu gehören der Archäologische Pfad, der Geologische Pfad, der Rieser Mühlenweg und der Planetenweg.
Der Verein ist seit jeher bemüht, die Erinnerung an herausragende Persönlichkeiten, die dem Ries entstammen, lebendig zu erhalten, so zum Beispiel an Johann Wilhelm Klein (Vater der Blinden), Franz Bühler (Komponist) und Luitgard Im (Schauspielerin).

## Geschäftsstelle
Die Geschäftsstelle der Vereins befindet sich im denkmalgeschützten 
ehemaligen Pfarrhaus des Nördlinger Stadtteils Schmähingen.

## Vorsitz
Ehrenamtlicher Vorsitzender ist seit 19. September 2019 der Archivar Gerhard Beck.
Seine Vorgänger waren:
- Walter Barsig Gründung 1975 bis 14. Februar 1989
- Wulf-Dietrich Kavasch, 14. Februar 1989 bis 19. September 2019[4]